# Auszygier
Auszygier (ros. Аушигер) – wieś w Rosji, w Kabardo-Bałkarii, w rejonie czeriekskim. W 2010 liczyła 4807 mieszkańców.